# Справа «Національної спілки німців в Україні»
Справа «Національної спілки німців в Україні» — одна із політичних справ доби «єжовщини», що мала на меті «довести» реальність «фашистської» загрози. На січневому пленумі ЦК КП(б)У 1937 було висловлено думки про необхідність масового виселення німців з промислових районів УРСР. "Шпигунів" і "контрреволюціонерів" почали знаходити в усіх сферах життя. 14 лютого 1937 з'явився директивний лист НКВС СРСР "Про терористичну, диверсійну, шпигунську діяльність німецьких троцькістів, що здійснюється за завданнями гестапо на території Союзу РСР", який вимагав знешкодження ворогів серед радянських німців. 16 березня 1937 наркомат юстиції УРСР надіслав 1-му секретареві ЦК КП(б)У С.Косіору повідомлення про рішення щодо учасників "Національної спілки німців в Україні", що нібито провадила "контрреволюційну діяльність" у Хортицькому німецькому педагогічному технікумі. Саму справу 19–22 лютого 1937 розглядала спецколегія Дніпроп. обласного суду. За офіц. версією, цю орг-цію, що існувала від 1923, очолювали директор Хортицького нім. пед. технікуму М.Білік і директор Машинобуд. технікуму К.Гойєр. Стверджувалося, що вказівки про проведення диверсій вони отримали під час відрядження до Берліна, а потім завербували до організації викладачів, студентів і співробітників Хортицького нім. пед. технікуму. Завгоспу цього технікуму Крефту інкримінували те, що він "припинив опалення побутових і навчальних приміщень технікуму, різко погіршив харчування студентства, розбазарював продукти харчування…" Спецколегія суду засудила до різних термінів ув'язнення Г.Янцена, Крефта, Гейдика, Діка, Н.Штейнінгера, Гірша, Паульса, Вінса, Шульца, Г.Классена, Гроймана, Коппа. М.Білік, К.Гойєр були репресовані за ін. справою. Пізніше дехто з цих осіб був страчений. 1962 після перевірки справи всі вони були реабілітовані. 1937 репресії проти німців було продовжено відповідно до оперативного наказу М.Єжова № 00439 про репресування всіх німецьких підданих, які мешкають в СРСР (це мотивувалося тим, що нібито агентура нім. розвідки з числа цих осіб здійснює шкідницькі і диверсійні акти в найважливіших ділянках народного господарства і готує кадри диверсантів на випадок війни між Німеччиною і СРСР).